# Rosliston
Rosliston – wieś w Anglii, w hrabstwie Derbyshire, w dystrykcie South Derbyshire. Leży 23 km na południowy zachód od miasta Derby i 173 km na północny zachód od Londynu.